# Min Nan
Min Nan oder Minnan (chinesisch 閩南語 / 闽南语, Pinyin Mǐnnányǔ, Pe̍h-ōe-jī Bân-lâm-gú – „südliche Min-Sprache“) ist eine Sprache, die in der südchinesischen Provinz Fujian und umliegenden Gebieten gesprochen wird. Hokkien, Taiwanisch und Teochew sind prominente Varianten von Minnan.

## Klassifikation
Minnan bildet neben weiteren Gruppen einen Zweig der Min-Sprachen. Diese sind Teil der Gruppe der chinesischen Sprachen, welche selbst ein Mitglied der sino-tibetischen Sprachfamilie sind.
Wie auch bei anderen Sprachen der chinesischen Sprachfamilie ist der offizielle Standpunkt der Volksrepublik China, dass Minnan ein Dialekt und keine Sprache ist. Jedoch überlappt sich Minnan lexikalisch nur zu 15,1 % mit Hochchinesisch, und die Sprachen sind gegenseitig nicht verständlich. Selbst zwischen verschiedenen geographischen Ausprägungen von Minnan ist die gegenseitige Verständlichkeit sehr gering.

## Dialekte und geographische Verbreitung

Verbreitung der Min-Nan-Dialekte in den Provinzen Zhejiang, Fujian und Guangdong sowie in Taiwan

Min Nan wird im südlichen Teil der Provinz Fujian gesprochen, in zwei südlichen Gebieten in der Provinz Zhejiang, auf der Zhoushan-Inselgruppe von Ningbo in Zhejiang, und im östlichen Teil der Provinz Guangdong und auf der Leizhou-Halbinsel, in Hainan und auf Taiwan. Wichtige Dialektgruppen sind:
- Hokkien, auch als „Quanzhang“, „Fukien-Dialekt“ oder „Amoy-Dialekt“ bekannt – im Süden von Fujian sowie auf Taiwan. Der Dialekt von Taiwan (Taiwanisch) wird dort als Tâi-oân-oē oder Hō-ló-oē bezeichnet. Die ethnische Gruppe, die Hokkien als Muttersprache hat, wird als Holo (Hō-ló) oder Hoklo bezeichnet; diese bildet auch eine große ethnische Gruppe in Taiwan.
- Teochew, auch als „Chaozhou-Dialekt“ bekannt – in der Region Chaoshan (=Chaozhou/Shantou), Provinz Guangdong
- Qiongwen, auch als „Hainan-Dialekt“ bekannt – auf der Insel Hainan. Dieser Dialekt ist für Sprecher von Hokkien und Teochew unverständlich[2] und wird nicht immer der Min-Nan-Gruppe zugerechnet. Eng verwandt ist der Dialekt der Leizhou-Halbinsel.

Aus Fujian emigrierte Min-Nan-Sprecher brachten die Sprache in viele andere Teile Südostasiens. Ein Großteil waren Hoklo aus dem südlichen Fujian, welche die Sprache nach Indonesien, Malaysia und Singapur brachten. Viele weitere chinesischstämmige Südostasiaten kommen aus der Chaoshan-Region und sprechen Teochew. Es gibt Berichte, dass Min Nan die Muttersprache von bis zu 98,5 % der chinesischstämmigen Bevölkerung auf den Philippinen sei; unter diesen wird es als Lan-nang oder Lán-lâng-oē („Sprache unseres Volkes“) bezeichnet.

## Offizieller Status
In Taiwan wurde der Status von Minnan im öffentlichen Leben seit der Aufhebung des Kriegsrechts im Jahr 1987 und der nachfolgenden Liberalisierung aufgewertet und Minnan wird im Rundfunk etc. verwendet (siehe Taiwanische Sprache).
Auf dem chinesischen Festland gibt es ebenfalls Radio- und Fernsehsendungen in Minnan.

## Phonetik und Phonologie
Minnan ist eine Tonsprache mit stark ausgeprägtem Tonsandhi. Die folgenden Abschnitte geben An- und Auslaute der Silben des Min Nan an. Die Beispiele sind zweisilbige Wörter, wobei die betreffende Komponente rot hervorgehoben ist.

### Anlaute
| IPA                    | p     | b     | pʰ    | m     | t     | tʰ    | n     | ŋ     | l     | k     | g     | kʰ    | h     | tɕ    | ʑ     | tɕʰ   | ɕ     | ʦ     | ʣ     | ʦʰ    | s     |
| Pe̍h-ōe-jī              | p     | b     | ph    | m     | t     | th    | n     | nng   | l     | k     | g     | kh    | h     | chi   | ji    | chhi  | si    | ch    | j     | chh   | s     |
| Revised TLPA           | p     | b     | ph    | m     | t     | th    | n     | nng   | l     | k     | g     | kh    | h     | zi    | ji    | ci    | si    | z     | j     | c     | s     |
| TLPA                   | p     | b     | ph    | m     | t     | th    | n     | nng   | l     | k     | g     | kh    | h     | zi    | ji    | ci    | si    | z     | j     | c     | s     |
| Pumindian              | b     | bb    | p     | m     | d     | t     | n     | –     | l     | g     | gg    | k     | h     | zi    | li    | ci    | si    | z     | l     | c     | s     |
| Zhuyin                 | ㄅ    | ㆠ    | ㄆ    | ㄇ    | ㄉ    | ㄊ    | ㄋ    | ㄋㆭ  | ㄌ    | ㄍ    | ㆣ    | ㄎ    | ㄏ    | ㄐ    | ㆢ    | ㄑ    | ㄒ    | ㄗ    | ㆡ    | ㄘ    | ㄙ    |
| Beispiel (Langzeichen) | 報 紙 | 閩 南 | 普 通 | 請 問 | 豬 肉 | 普 通 | 過 年 | 雞 卵 | 樂 觀 | 價 值 | 牛 奶 | 客 廳 | 煩 惱 | 支 持 | 漢 字 | 支 持 | 是 否 | 報 紙 | 熱 天 | 參 加 | 司 法 |
| Beispiel (Kurzzeichen) | 报 纸 | 闽 南 | 普 通 | 请 问 | 猪 肉 | 普 通 | 过 年 | 鸡 卵 | 乐 观 | 价 值 | 牛 奶 | 客 厅 | 烦 恼 | 支 持 | 汉 字 | 支 持 | 是 否 | 报 纸 | 热 天 | 参 加 | 司 法 |

### Auslaute
| IPA                    | a     | ap    | at    | ak    | aʔ    | ã     | ɔ     | ɔk    | ɔ̃    | ə     | o     | e     | ẽ   | i     | ɪɛn   | iəŋ   |
| Pe̍h-ōe-jī              | a     | ap    | at    | ak    | ah    | aⁿ    | o•    | ok    | oⁿ   | o     | o     | e     | eⁿ  | i     | ian   | eng   |
| Revised TLPA           | a     | ap    | at    | ak    | ah    | aN    | oo    | ok    | ooN  | o     | o     | e     | eN  | i     | ian   | ing   |
| TLPA                   | a     | ap    | at    | ak    | ah    | ann   | oo    | ok    | oonn | o     | o     | e     | enn | i     | ian   | ing   |
| Pumindian              | a     | ap    | at    | ak    | ah    | na    | oo    | ok    | noo  | o     | o     | e     | ne  | i     | ien   | ing   |
| Zhuyin                 | ㄚ    | ㄚㆴ  | ㄚㆵ  | ㄚㆶ  | ㄚㆷ  | ㆩ    | ㆦ    | ㆦㆶ  | ㆧ   | ㄜ    | ㄛ    | ㆤ    | ㆥ  | ㄧ    | ㄧㄢ  | ㄧㄥ  |
| Beispiel (Langzeichen) | 亞 洲 | 壓 力 | 警 察 | 沃 水 | 牛 肉 | 三 十 | 烏 色 | 中 國 | –    | 澳 洲 | 澳 洲 | 下 晡 | –   | 醫 學 | 鉛 筆 | 英 國 |
| Beispiel (Kurzzeichen) | 亚 洲 | 压 力 | 警 察 | 沃 水 | 牛 肉 | 三 十 | 烏 色 | 中 国 | –    | 澳 洲 | 澳 洲 | 下 晡 | –   | 医 学 | 铅 笔 | 英 国 |

| IPA                    | ɪk    | ĩ     | ai    | aĩ   | au    | am    | ɔm | ṃ     | ɔŋ    | ŋ̩     | u     | ua    | ue    | uai   | uan   | ɨ  | ũ   |
| Pe̍h-ōe-jī              | ek    | iⁿ    | ai    | aiⁿ  | au    | am    | om | m     | ong   | ng    | u     | oa    | oe    | oai   | oan   | i  | uⁿ  |
| Revised TLPA           | ik    | iN    | ai    | aiN  | au    | am    | om | m     | ong   | ng    | u     | ua    | ue    | uai   | uan   | ir | uN  |
| TLPA                   | ik    | inn   | ai    | ainn | au    | am    | om | m     | ong   | ng    | u     | ua    | ue    | uai   | uan   | ir | unn |
| Pumindian              | ik    | ni    | ai    | nai  | au    | am    | om | m     | ong   | ggn   | u     | ua    | ue    | uai   | uan   | i  | nu  |
| Zhuyin                 | ㄧㆶ  | ㆪ    | ㄞ    | ㆮ   | ㆯ    | ㆰ    | ㆱ | ㆬ    | ㆲ    | ㆭ    | ㄨ    | ㄨㄚ  | ㄨㆤ  | ㄨㄞ  | ㄨㄢ  | ㆨ | ㆫ  |
| Beispiel (Langzeichen) | 翻 譯 | 病 院 | 愛 情 | –    | 歐 洲 | 暗 時 | –  | 阿 姆 | 王 梨 | 黃 色 | 有 無 | 歌 曲 | 講 話 | 奇 怪 | 人 員 | –  | –   |
| Beispiel (Kurzzeichen) | 翻 译 | 病 院 | 爱 情 | –    | 欧 洲 | 暗 时 |    | 阿 姆 | 王 梨 | 黄 色 | 有 无 | 歌 曲 | 讲 话 | 奇 怪 | 人 员 | –  | –   |

### Töne
| IPA                    | a˥˥  | a˥˧  | a˨˩  | ap˩˩ at˩˩ ak˩˩ aʔ˩˩ | a˧˥  | a˥˧      | a˧˧  | ap˥˥ at˥˥ ak˥˥ aʔ˥˥ |
| Pe̍h-ōe-jī              | a    | á    | à    | ap at ak ah         | â    | á        | ā    | a̍p a̍t a̍k a̍h         |
| Revised TLPA TLPA      | a1   | a2   | a3   | ap4 at4 ak4 ah4     | a5   | a2 (6=2) | a7   | ap8 at8 ak8 ah8     |
| Pumindian              | ā    | ă    | à    | āp āt āk āh         | á    | ă        | â    | áp át ák áh         |
| Zhuyin                 | ㄚ   | ㄚˋ  | ㄚᒻ  | ㄚㆴ ㄚㆵ ㄚㆶ ㄚㆷ | ㄚˊ  | ㄚˋ      | ㄚ⊦  | ㄚㆴ̇ ㄚㆵ̇ ㄚㆶ̇ ㄚㆷ̇ |
| Beispiel (Langzeichen) | 公司 | 報紙 | 興趣 | 血壓 警察 中國 牛肉 | 人員 | –        | 草地 | 配合 法律 文學 歇熱 |
| Beispiel (Kurzzeichen) | 公司 | 报纸 | 兴趣 | 血压 警察 中国 牛肉 | 人员 | –        | 草地 | 配合 法律 文学 歇热 |

## Schrift

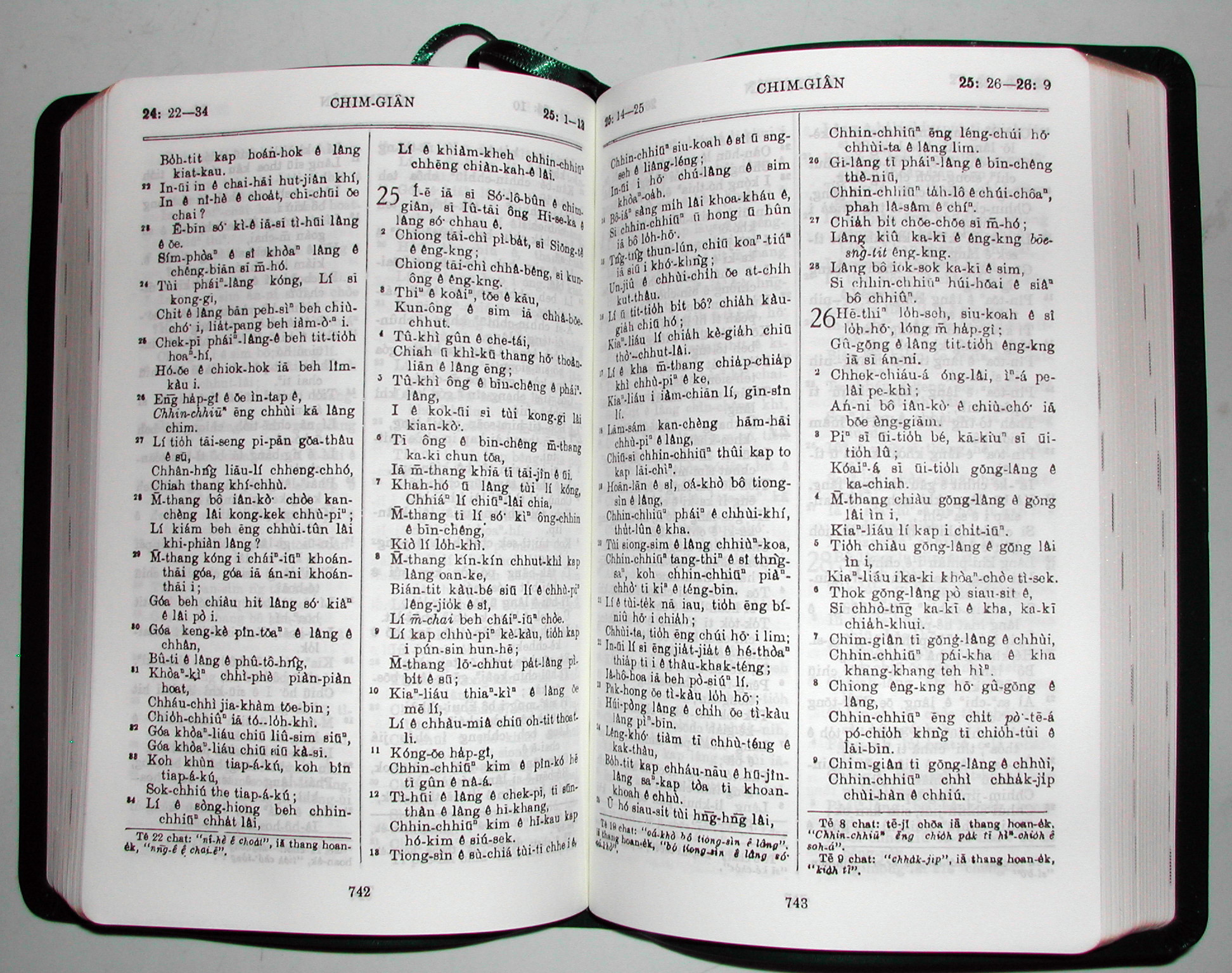
Taiwanische Bibel von 1933 in der Minnan-Sprache

Minnan wird von chinesischstämmigen Sprechern typischerweise in chinesischen Schriftzeichen notiert, wie sie im Hochchinesischen verwendet werden. Es gibt darüber hinaus eine Reihe von speziellen Zeichen, welche nur für Minnan verwendet werden, wie dies beispielsweise auch im Kantonesischen üblich ist. Nicht selten werden für ein Wort ohne traditionelles Zeichen auch Zeichen für andere Wörter mit ähnlicher Bedeutung oder ähnlicher Aussprache benutzt.
Minnan kann – ebenso wie andere chinesische Sprachen – auch in lateinischen Buchstaben geschrieben werden. Diese lateinische Schreibweise wird als Pe̍h-ōe-jī (POJ „vernacular writing“) bezeichnet. POJ wurde von presbyterianischen Missionaren und später von der presbyterianischen Kirche in Taiwan entwickelt; die Verwendung dieser Schreibweise wurde seit dem späten 19. Jahrhundert gefördert. Daneben gibt es noch weitere lateinische Umschriften, und auch gemischte Notationen, die chinesische Schriftzeichen und lateinische Buchstaben verwenden.
Frühe Schriften in Minnan stammen aus dem 16. Jahrhundert. Ein Beispiel ist die „Doctrina Christiana en letra y lengua china“, vermutlich geschrieben 1587 von den spanischen Dominikanern auf den Philippinen. Ein anderes ist die „Romanze des Litschispiegels“ (荔镜记) aus dem Jahr 1566, wahrscheinlich der früheste erhaltene Minnan-Text.

## Kodierung zur elektronischen Datenverarbeitung
Als Sprachcode für Minnan wurde 2001 zh-min-nan registriert und 2009 durch nan ersetzt.
Eine Schwierigkeit liegt darin, dass der Zeichensatz nicht unveränderlich ist. Wie in vielen sino-tibetischen Sprachen sehen manche Autoren für bestimmte Ausdrücke bestehende Zeichen als ungenügend an, und kreieren für diese Ausdrücke neue Zeichen. Die sind naturgemäß nicht in Unicode bzw. dem ISO/IEC 10646: Universal Coded Character Set enthalten.
Alle für Pe̍h-oē-jī notwendigen Buchstaben sind in Unicode enthalten, unter der Verwendung von precomposed oder diacritics.